# Europees kampioenschap voetbal 1992 (kwalificatie)
Deze pagina beschrijft de kwalificatie voor het Europees kampioenschap voetbal 1992. Er wordt gespeeld in zeven groepen. De winnaar van elke groep plaatste zich voor de eindronde.
België eindigde als derde in groep 5 en was dus uitgeschakeld. Nederland kwalificeerde zich uit groep 6. In vergelijking met het vorige EK plaatste zich Nederland, Engeland, Duitsland en de Sovjet-Unie opnieuw. Spanje werd uitgeschakeld door Frankrijk, Zweden en Schotland namen de plaats in van Italië en Ierland. Denemarken was aanvankelijk uitgeschakeld door Joegoslavië, maar nam de plaats van Joegoslavië in vanwege de burgeroorlog in dat land.

## Gekwalificeerde landen

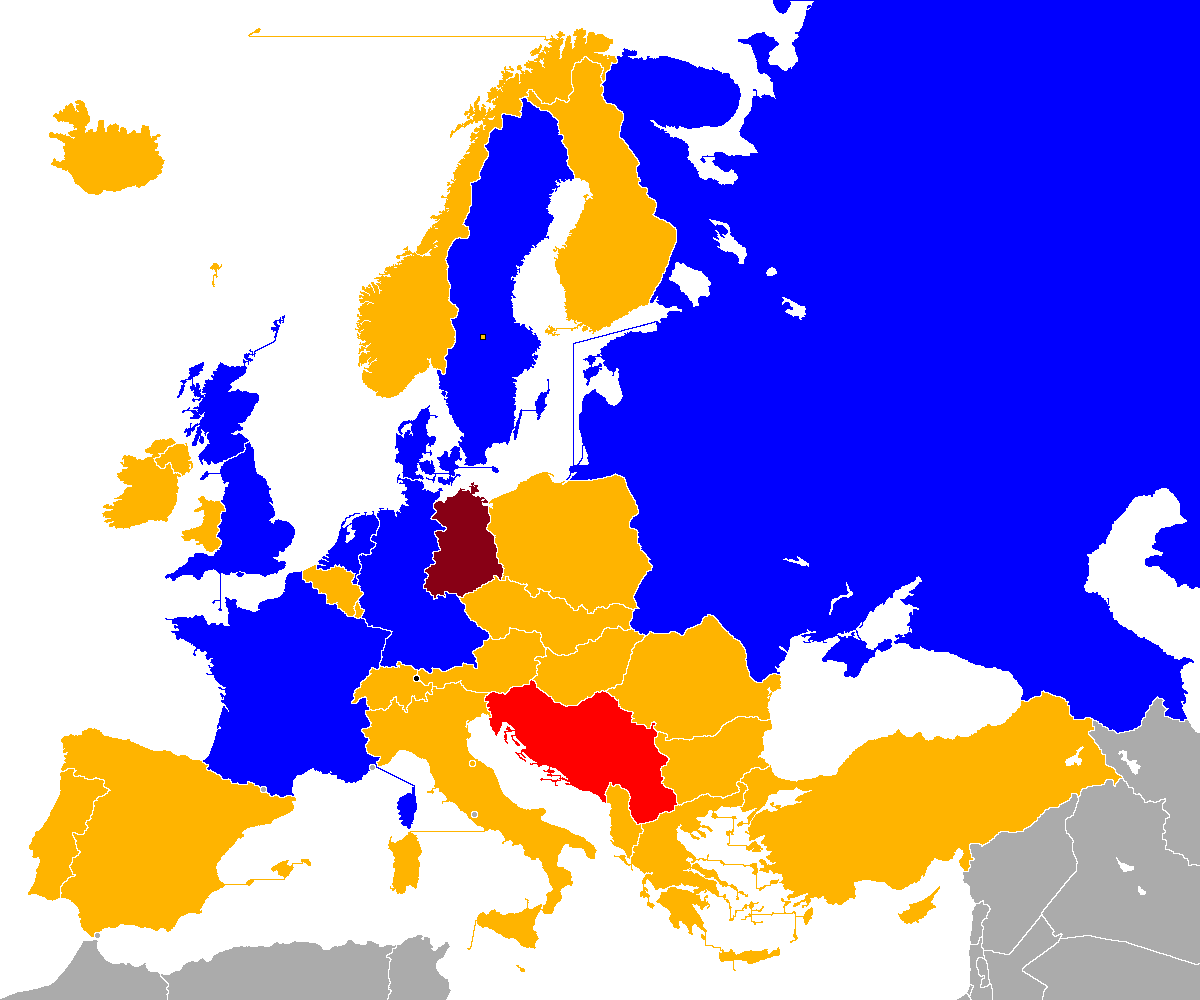
Gekwalificeerd
Verving Joegoslavië
Geschorst na kwalificatie
Teruggetrokken
Niet gekwalificeerd
Geen UEFA-lid
Niet deelgenomen

| Land       | Kwalificatie als | Datum kwalificatie | Eerdere deelnames aan EK1             |
| ---------- | ---------------- | ------------------ | ------------------------------------- |
| Zweden     | Gastland         | 2 februari 1990    | 0 (Debuut)                            |
| Frankrijk  | Winnaar groep 1  | 12 oktober 1991    | 2 (1960, 19841)                       |
| Schotland  | Winnaar groep 2  | 13 november 1991   | 0 (Debuut)                            |
| GOS        | Winnaar groep 3  | 13 november 1991   | 5 (19603, 1964, 19683, 19723, 19883)  |
| Denemarken | Tweede groep 4   | 30 mei 1992        | 3 (1964, 1984, 1988)                  |
| Duitsland  | Winnaar groep 5  | 20 november 1991   | 5 (19722, 19762, 19802, 19842, 19882) |
| Nederland  | Winnaar groep 6  | 4 december 1991    | 3 (1976, 1980,1988)                   |
| Engeland   | Winnaar groep 7  | 13 november 1991   | 3 (1968, 1980, 1988)                  |

1 Een vetgedrukt jaartal betekent een kampioenschap tijdens dat toernooi
2 als West-Duitsland
3 Van 1960 tot 1988 speelde Rusland/GOS onder de naam Sovjet-Unie.

## Loting/potten
De loting vond plaats op 2 februari 1990. Oost-Duitsland (DDR) deed nog mee aan de loting, maar trok zich terug na de hereniging met West-Duitsland.
| Pot 1                                                                | Pot 2                                                                      | Pot 3                                                                                     | Pot 4                                                             | Pot 5                                             |
| -------------------------------------------------------------------- | -------------------------------------------------------------------------- | ----------------------------------------------------------------------------------------- | ----------------------------------------------------------------- | ------------------------------------------------- |
| Nederland Engeland Spanje Italië Joegoslavië West-Duitsland Roemenië | Sovjet-Unie Ierland Tsjecho-Slowakije Denemarken België Schotland Portugal | Duitse Democratische Republiek Hongarije Oostenrijk Frankrijk Bulgarije Polen Griekenland | Zwitserland IJsland Wales Turkije Noorwegen Noord-Ierland Finland | Malta Cyprus Luxemburg Albanië San Marino Faeröer |

## Groepen en wedstrijden
Legenda

### Groep 1
Frankrijk had zich al niet meer geplaatst voor een groot toernooi sinds 1986 na het afscheid van Michel Platini als speler. Met Platini als bondscoach was het nationale elftal veel minder frivool en degelijker met aanvalsleider Jean-Pierre Papin van Olympique Marseille als grote man. Frankrijk zat in een zware poule met Spanje en Tsjecho-Slowakije als belangrijkste tegenstanders, maar maakte indruk door alle acht wedstrijden te winnen. Vooral de overwinningen in Bratislava en Sevilla maakten veel indruk, Papin maakte in totaal acht doelpunten. Na de 3-1-nederlaag in Parijs werd de Spaanse bondscoach Luis Suárez ontslagen, maar veel hielp het niet, vooral de 2-0-nederlaag in en tegen IJsland was blamerend. De uitwedstrijd tegen Albanië ging niet door vanwege de slechte, politieke situatie in Albanië.
| Pos | Land              | Wed | Win | Gel | Ver | DV | DT | +/- | Pnt |
| --- | ----------------- | --- | --- | --- | --- | -- | -- | --- | --- |
| 1   | Frankrijk         | 8   | 8   | 0   | 0   | 20 | 6  | +14 | 16  |
| 2   | Tsjecho-Slowakije | 8   | 5   | 0   | 3   | 12 | 9  | +3  | 10  |
| 3   | Spanje            | 7   | 3   | 0   | 4   | 17 | 12 | +5  | 6   |
| 4   | IJsland           | 8   | 2   | 0   | 6   | 7  | 10 | –3  | 4   |
| 5   | Albanië           | 7   | 1   | 0   | 6   | 2  | 21 | –19 | 2   |

|                           |                               |               |         |                                                                                          |
| 30 mei 1990 20:00 (UTC+0) | IJsland                       | 2 – 0         | Albanië | Laugardalsvöllur, Reykjavík Toeschouwers: 5.250 Scheidsrechter: Frederick McKnight (NIR) |
| 30 mei 1990 20:00 (UTC+0) | Gudjohnsen 41' Edvaldsson 82' | Wedstrijdlink |         | Laugardalsvöllur, Reykjavík Toeschouwers: 5.250 Scheidsrechter: Frederick McKnight (NIR) |

|                                |                |               |                       |                                                                                  |
| 5 september 1990 18:30 (UTC+0) | IJsland        | 1 – 2         | Frankrijk             | Laugardalsvöllur, Reykjavík Toeschouwers: 8.388 Scheidsrechter: David Syme (SCO) |
| 5 september 1990 18:30 (UTC+0) | Edvaldsson 85' | Wedstrijdlink | Papin 12' Cantona 74' | Laugardalsvöllur, Reykjavík Toeschouwers: 8.388 Scheidsrechter: David Syme (SCO) |

|                                 |                   |               |         |                                                                                  |
| 26 september 1990 17:00 (UTC+2) | Tsjecho-Slowakije | 1 – 0         | IJsland | Všešportový areál, Košice Toeschouwers: 35.247 Scheidsrechter: Todor Kolev (BUL) |
| 26 september 1990 17:00 (UTC+2) | Daněk 43'         | Wedstrijdlink |         | Všešportový areál, Košice Toeschouwers: 35.247 Scheidsrechter: Todor Kolev (BUL) |

|                               |                          |               |             |                                                                                              |
| 10 oktober 1990 20:30 (UTC+1) | Spanje                   | 2 – 1         | IJsland     | Estadio Benito Villamarín, Sevilla Toeschouwers: 18.399 Scheidsrechter: Victor Mintoff (MLT) |
| 10 oktober 1990 20:30 (UTC+1) | Butragueño 44' Muñoz 63' | Wedstrijdlink | Jónsson 66' | Estadio Benito Villamarín, Sevilla Toeschouwers: 18.399 Scheidsrechter: Victor Mintoff (MLT) |

|                               |                |               |                   |                                                                                     |
| 13 oktober 1990 20:45 (UTC+1) | Frankrijk      | 2 – 1         | Tsjecho-Slowakije | Parc des Princes, Parijs Toeschouwers: 38.249 Scheidsrechter: George Courtney (ENG) |
| 13 oktober 1990 20:45 (UTC+1) | Papin 60', 83' | Wedstrijdlink | Skuhravý 89'      | Parc des Princes, Parijs Toeschouwers: 38.249 Scheidsrechter: George Courtney (ENG) |

|                                |                             |               |                       |                                                                                                  |
| 14 november 1990 18:00 (UTC+1) | Tsjecho-Slowakije           | 3 – 2         | Spanje                | Stadion Evžena Rošického, Praag Toeschouwers: 17.773 Scheidsrechter: Karl-Heinz Tritschler (GER) |
| 14 november 1990 18:00 (UTC+1) | Daněk 16', 67' Moravčík 77' | Wedstrijdlink | Roberto 30' Muñoz 54' | Stadion Evžena Rošického, Praag Toeschouwers: 17.773 Scheidsrechter: Karl-Heinz Tritschler (GER) |

|                                |         |               |           |                                                                                    |
| 17 november 1990 14:00 (UTC+1) | Albanië | 0 – 1         | Frankrijk | Qemal Stafastadion, Tirana Toeschouwers: 12.972 Scheidsrechter: Bruno Galler (SUI) |
| 17 november 1990 14:00 (UTC+1) |         | Wedstrijdlink | Boli 25'  | Qemal Stafastadion, Tirana Toeschouwers: 12.972 Scheidsrechter: Bruno Galler (SUI) |

|                                |                                                                             |               |         |                                                                                                  |
| 19 december 1990 20:30 (UTC+1) | Spanje                                                                      | 9 – 0         | Albanië | Estadio Benito Villamarín, Sevilla Toeschouwers: 12.625 Scheidsrechter: Alphonse Costantin (BEL) |
| 19 december 1990 20:30 (UTC+1) | Amor 21' Muñoz 24', 65' Butragueño 31', 57', 68', 88' Hierro 40' Bakero 76' | Wedstrijdlink |         | Estadio Benito Villamarín, Sevilla Toeschouwers: 12.625 Scheidsrechter: Alphonse Costantin (BEL) |

|                                |                                |               |            |                                                                                   |
| 20 februari 1991 20:45 (UTC+1) | Frankrijk                      | 3 – 1         | Spanje     | Parc des Princes, Parijs Toeschouwers: 41.474 Scheidsrechter: Tullio Lanese (FRA) |
| 20 februari 1991 20:45 (UTC+1) | Sauzée 14' Papin 58' Blanc 76' | Wedstrijdlink | Bakero 10' | Parc des Princes, Parijs Toeschouwers: 41.474 Scheidsrechter: Tullio Lanese (FRA) |

|                             |                                                        |               |         |                                                                                 |
| 30 maart 1991 20:45 (UTC+1) | Frankrijk                                              | 5 – 0         | Albanië | Parc des Princes, Parijs Toeschouwers: 24.181 Scheidsrechter: Einar Halle (NOR) |
| 30 maart 1991 20:45 (UTC+1) | Sauzée 1', 9' Papin 33' (pen.), 42' Zmijani 81' (e.d.) | Wedstrijdlink |         | Parc des Princes, Parijs Toeschouwers: 24.181 Scheidsrechter: Einar Halle (NOR) |

|                          |         |               |                    |                                                                                   |
| 1 mei 1991 16:30 (UTC+2) | Albanië | 0 – 2         | Tsjecho-Slowakije  | Qemal Stafastadion, Tirana Toeschouwers: 4.205 Scheidsrechter: Carlo Longhi (FRA) |
| 1 mei 1991 16:30 (UTC+2) |         | Wedstrijdlink | Kubík 25' Kuka 66' | Qemal Stafastadion, Tirana Toeschouwers: 4.205 Scheidsrechter: Carlo Longhi (FRA) |

|                           |           |               |         |                                                                                   |
| 26 mei 1991 17:00 (UTC+2) | Albanië   | 1 – 0         | IJsland | Qemal Stafastadion, Tirana Toeschouwers: 2.349 Scheidsrechter: Sándor Varga (HUN) |
| 26 mei 1991 17:00 (UTC+2) | Abazi 65' | Wedstrijdlink |         | Qemal Stafastadion, Tirana Toeschouwers: 2.349 Scheidsrechter: Sándor Varga (HUN) |

|                           |         |               |                   |                                                                                     |
| 5 juni 1991 20:00 (UTC+0) | IJsland | 0 – 1         | Tsjecho-Slowakije | Laugardalsvöllur, Reykjavík Toeschouwers: 5.050 Scheidsrechter: John Spillane (IRL) |
| 5 juni 1991 20:00 (UTC+0) |         | Wedstrijdlink | Hašek 15'         | Laugardalsvöllur, Reykjavík Toeschouwers: 5.050 Scheidsrechter: John Spillane (IRL) |

|                                |                   |               |                |                                                                                     |
| 4 september 1991 18:30 (UTC+2) | Tsjecho-Slowakije | 1 – 2         | Frankrijk      | Tehelné pole, Bratislava Toeschouwers: 44.884 Scheidsrechter: Peter Mikkelsen (DEN) |
| 4 september 1991 18:30 (UTC+2) | Němeček 19'       | Wedstrijdlink | Papin 53', 89' | Tehelné pole, Bratislava Toeschouwers: 44.884 Scheidsrechter: Peter Mikkelsen (DEN) |

|                                 |                              |               |        |                                                                                        |
| 25 september 1991 17:15 (UTC+0) | IJsland                      | 2 – 0         | Spanje | Laugardalsvöllur, Reykjavík Toeschouwers: 3.848 Scheidsrechter: Cornelius Bakker (NED) |
| 25 september 1991 17:15 (UTC+0) | Örlygsson 71' Sverrisson 79' | Wedstrijdlink |        | Laugardalsvöllur, Reykjavík Toeschouwers: 3.848 Scheidsrechter: Cornelius Bakker (NED) |

|                               |              |               |                         |                                                                                                |
| 12 oktober 1991 20:30 (UTC+1) | Spanje       | 1 – 2         | Frankrijk               | Estadio Benito Villamarín, Sevilla Toeschouwers: 9.399 Scheidsrechter: Hubert Forstinger (AUT) |
| 12 oktober 1991 20:30 (UTC+1) | Abelardo 33' | Wedstrijdlink | Fernández 12' Papin 15' | Estadio Benito Villamarín, Sevilla Toeschouwers: 9.399 Scheidsrechter: Hubert Forstinger (AUT) |

|                               |                    |               |             |                                                                                      |
| 16 oktober 1991 15:00 (UTC+1) | Tsjecho-Slowakije  | 2 – 1         | Albanië     | Andrův stadion, Olomouc Toeschouwers: 2.366 Scheidsrechter: Michal Listkiewicz (POL) |
| 16 oktober 1991 15:00 (UTC+1) | Kuka 35' Lancz 39' | Wedstrijdlink | Zmijani 60' | Andrův stadion, Olomouc Toeschouwers: 2.366 Scheidsrechter: Michal Listkiewicz (POL) |

|                                |                                |               |                   | |
| 13 november 1991 20:30 (UTC+1) | Spanje                         | 2 – 1         | Tsjecho-Slowakije | Estadio Ramón Sánchez Pizjuán, Sevilla Toeschouwers: 8.691 Scheidsrechter: Kurt Röthlisberger (SUI) |
| 13 november 1991 20:30 (UTC+1) | Abelardo 10' Michel 78' (pen.) | Wedstrijdlink | Němeček 60'       | Estadio Ramón Sánchez Pizjuán, Sevilla Toeschouwers: 8.691 Scheidsrechter: Kurt Röthlisberger (SUI) |

|                                |                            |               |                |                                                                                      |
| 20 november 1991 20:45 (UTC+1) | Frankrijk                  | 3 – 1         | IJsland        | Parc des Princes, Parijs Toeschouwers: 27.393 Scheidsrechter: Erik Fredriksson (SWE) |
| 20 november 1991 20:45 (UTC+1) | Simba 41' Cantona 59', 67' | Wedstrijdlink | Sverrisson 70' | Parc des Princes, Parijs Toeschouwers: 27.393 Scheidsrechter: Erik Fredriksson (SWE) |

|                                |               |          |        |                                                                 |
| 18 december 1991 14:00 (UTC+1) | Albanië       | Afgelast | Spanje | Qemal Stafastadion, Tirana Scheidsrechter: Roger Philippi (LUX) |
| 18 december 1991 14:00 (UTC+1) | Wedstrijdlink |          |        | Qemal Stafastadion, Tirana Scheidsrechter: Roger Philippi (LUX) |

### Groep 2
Groep 2 was een open strijd, waar liefst vier ploegen kans hadden zich te plaatsen voor het eindtoernooi. Roemenië had een talentrijke generatie rond middenvelder Gheorghe Hagi, alle topspelers van Steaua Boekarest en Dinamo Boekarest vertrokken na het teleurstellende WK naar het buitenland, Hagi vertrok zelfs naar topclub Real Madrid, waar hij niet zou slagen. 
De andere kandidaten waren Schotland, het verrassend opkomende Zwitserland en het Bulgarije rond aanvaller Hristo Stoitsjkov, die furore zou maken bij FC Barcelona.
Alle persoonlijke veranderingen van de Roemeense spelers hadden hun weerslag op het team. Roemenië verloor zijn eerste twee wedstrijden, vooral de 0-3-nederlaag in eigen land tegen Bulgarije was blamerend. Bulgarije was wel het eerste land dat afhaakte, na een verrassende 2-3-nederlaag tegen Zwitserland, waar de ploeg een 2-0-voorsprong verspeelde. De strijd ging in eerste instantie tussen Zwitserland en Schotland, waar Schotland zijn voorsprong van een punt behield door in Bern een 2-0-achterstand weg te werken. 
Roemenië was ondertussen aan een inhaalrace bezig en was weer volledig in beeld na 1-0-overwinningen op Schotland en Zwitserland. Zwitserland was nu uitgeschakeld en Roemenië moest nu winnen in Sofia om Schotland voor te zijn. Roemenië kwam op voorsprong door een doelpunt van Popescu, miste nog een strafschop en zag in de tweede helft Bulgarije langszij komen. Schotland plaatste zich voor de eerste keer voor een EK-toernooi, belangrijkste speler was aanvalsleider Ally McCoist van Glasgow Rangers, die vier keer scoorde.
| Pos | Land        | Wed | Win | Gel | Ver | DV | DT | +/- | Pnt |
| --- | ----------- | --- | --- | --- | --- | -- | -- | --- | --- |
| 1   | Schotland   | 8   | 4   | 3   | 1   | 14 | 7  | +7  | 11  |
| 2   | Zwitserland | 8   | 4   | 2   | 2   | 19 | 7  | +12 | 10  |
| 3   | Roemenië    | 8   | 4   | 2   | 2   | 13 | 7  | +6  | 10  |
| 4   | Bulgarije   | 8   | 3   | 3   | 2   | 15 | 8  | +7  | 9   |
| 5   | San Marino  | 8   | 0   | 0   | 8   | 1  | 33 | –32 | 0   |

|                                 |                         |               |           |                                                                                     |
| 12 september 1990 20:00 (UTC+2) | Zwitserland             | 2 – 0         | Bulgarije | Stade des Charmilles, Genève Toeschouwers: 9.088 Scheidsrechter: Guy Goethals (BEL) |
| 12 september 1990 20:00 (UTC+2) | Hottiger 19' Bickel 63' | Wedstrijdlink |           | Stade des Charmilles, Genève Toeschouwers: 9.088 Scheidsrechter: Guy Goethals (BEL) |

|                                 |                           |               |              |                                                                                             |
| 12 september 1990 20:00 (UTC+1) | Schotland                 | 2 – 1         | Roemenië     | Hampden Park, Glasgow Toeschouwers: 12.801 Scheidsrechter: Ildefonso Urizar Azpitarte (ESP) |
| 12 september 1990 20:00 (UTC+1) | Robertson 37' McCoist 76' | Wedstrijdlink | Cămătaru 13' | Hampden Park, Glasgow Toeschouwers: 12.801 Scheidsrechter: Ildefonso Urizar Azpitarte (ESP) |

|                               |          |               |                              |                                                                                             |
| 17 oktober 1990 15:00 (UTC+3) | Roemenië | 0 – 3         | Bulgarije                    | Stadionul Steaua, Boekarest Toeschouwers: 15.350 Scheidsrechter: José Rosa dos Santos (POR) |
| 17 oktober 1990 15:00 (UTC+3) |          | Wedstrijdlink | Sirakov 28' Todorov 48', 76' | Stadionul Steaua, Boekarest Toeschouwers: 15.350 Scheidsrechter: José Rosa dos Santos (POR) |

|                               |                                     |               |                 |                                                                                   |
| 17 oktober 1990 20:00 (UTC+1) | Schotland                           | 2 – 1         | Zwitserland     | Hampden Park, Glasgow Toeschouwers: 27.740 Scheidsrechter: Esa Antero Palsi (FIN) |
| 17 oktober 1990 20:00 (UTC+1) | Robertson 34' (pen.) McAllister 53' | Wedstrijdlink | Knup 65' (pen.) | Hampden Park, Glasgow Toeschouwers: 27.740 Scheidsrechter: Esa Antero Palsi (FIN) |

|                                |             |               |            |                                                                                                  |
| 14 november 1990 18:00 (UTC+2) | Bulgarije   | 1 – 1         | Schotland  | Vasil Levski Nationaal Stadion, Sofia Toeschouwers: 31.462 Scheidsrechter: Friedrich Kaupe (AUT) |
| 14 november 1990 18:00 (UTC+2) | Todorov 74' | Wedstrijdlink | McCoist 9' | Vasil Levski Nationaal Stadion, Sofia Toeschouwers: 31.462 Scheidsrechter: Friedrich Kaupe (AUT) |

|                                |            |               |                                              |                                                                                   |
| 14 november 1990 20:30 (UTC+1) | San Marino | 0 – 4         | Zwitserland                                  | Stadio Olimpico, Serravalle Toeschouwers: 931 Scheidsrechter: Costas Kapsos (CYP) |
| 14 november 1990 20:30 (UTC+1) |            | Wedstrijdlink | Sutter 7' Chapuisat 27' Knup 43' Chassot 87' | Stadio Olimpico, Serravalle Toeschouwers: 931 Scheidsrechter: Costas Kapsos (CYP) |

|                               |                                                                      |               |            |                                                                                       |
| 5 december 1990 18:00 (UTC+2) | Roemenië                                                             | 6 – 0         | San Marino | Stadionul Steaua, Boekarest Toeschouwers: 6.380 Scheidsrechter: Manfred Rossner (GER) |
| 5 december 1990 18:00 (UTC+2) | Sabău 2' Mateuț 18' Răducioiu 43' Lupescu 56' Badea 77' Petrescu 85' | Wedstrijdlink |            | Stadionul Steaua, Boekarest Toeschouwers: 6.380 Scheidsrechter: Manfred Rossner (GER) |

|                             |             |               |                |                                                                                   |
| 27 maart 1991 20:00 (UTC+0) | Schotland   | 1 – 1         | Bulgarije      | Hampden Park, Glasgow Toeschouwers: 33.119 Scheidsrechter: Erik Fredriksson (SWE) |
| 27 maart 1991 20:00 (UTC+0) | Collins 83' | Wedstrijdlink | Kostadinov 89' | Hampden Park, Glasgow Toeschouwers: 33.119 Scheidsrechter: Erik Fredriksson (SWE) |

|                             |                     |               |                                                   |                                                                                    |
| 27 maart 1991 20:15 (UTC+1) | San Marino          | 1 – 3         | Roemenië                                          | Stadio Olimpico, Serravalle Toeschouwers: 745 Scheidsrechter: Roger Philippi (LUX) |
| 27 maart 1991 20:15 (UTC+1) | Pasolini 30', pen.' | Wedstrijdlink | Hagi 18' (pen.) Răducioiu 46' Matteoni 83' (e.d.) | Stadio Olimpico, Serravalle Toeschouwers: 745 Scheidsrechter: Roger Philippi (LUX) |

|                            |               |       |          |                                                                                          |
| 3 april 1991 20:15 (UTC+2) | Zwitserland   | 0 – 0 | Roemenië | Stade de la Maladière, Neuchâtel Toeschouwers: 9.262 Scheidsrechter: Gérard Biguet (FRA) |
| 3 april 1991 20:15 (UTC+2) | Wedstrijdlink |       |          | Stade de la Maladière, Neuchâtel Toeschouwers: 9.262 Scheidsrechter: Gérard Biguet (FRA) |

|                          |                            |               |                              | |
| 1 mei 1991 18:00 (UTC+3) | Bulgarije                  | 2 – 3         | Zwitserland                  | Vasil Levski Nationaal Stadion, Sofia Toeschouwers: 35.142 Scheidsrechter: Karl-Josef Assenmacher (GER) |
| 1 mei 1991 18:00 (UTC+3) | Kostadinov 12' Sirakov 27' | Wedstrijdlink | Knup 59', 85' Türkyılmaz 90' | Vasil Levski Nationaal Stadion, Sofia Toeschouwers: 35.142 Scheidsrechter: Karl-Josef Assenmacher (GER) |

|                          |            |               |                               |                                                                                    |
| 1 mei 1991 20:00 (UTC+2) | San Marino | 0 – 2         | Schotland                     | Stadio Olimpico, Serravalle Toeschouwers: 3.512 Scheidsrechter: Besnik Kaimi (ALB) |
| 1 mei 1991 20:00 (UTC+2) |            | Wedstrijdlink | Strachan 63' (pen.) Durie 67' | Stadio Olimpico, Serravalle Toeschouwers: 3.512 Scheidsrechter: Besnik Kaimi (ALB) |

|                           |            |               |                                  |                                                                                    |
| 22 mei 1991 20:00 (UTC+2) | San Marino | 0 – 3         | Bulgarije                        | Stadio Olimpico, Serravalle Toeschouwers: 612 Scheidsrechter: Victor Mintoff (MLT) |
| 22 mei 1991 20:00 (UTC+2) |            | Wedstrijdlink | Ivanov 13' Sirakov 20' Penev 70' | Stadio Olimpico, Serravalle Toeschouwers: 612 Scheidsrechter: Victor Mintoff (MLT) |

|                           |                                                                           |               |            |                                                                               |
| 5 juni 1991 20:30 (UTC+2) | Zwitserland                                                               | 7 – 0         | San Marino | Espenmoos, St. Gallen Toeschouwers: 6.982 Scheidsrechter: Erman Toroğlu (TUR) |
| 5 juni 1991 20:30 (UTC+2) | Knup 3', 87' Hottiger 13' Sutter 29' Hermann 55' Ohrel 78' Türkyılmaz 90' | Wedstrijdlink |            | Espenmoos, St. Gallen Toeschouwers: 6.982 Scheidsrechter: Erman Toroğlu (TUR) |

|                                 |                           |               |                       |                                                                         |
| 11 september 1991 20:15 (UTC+2) | Zwitserland               | 2 – 2         | Schotland             | Wankdorf, Bern Toeschouwers: 42.012 Scheidsrechter: Tullio Lanese (FRA) |
| 11 september 1991 20:15 (UTC+2) | Chapuisat 30' Hermann 38' | Wedstrijdlink | Durie 47' McCoist 83' | Wankdorf, Bern Toeschouwers: 42.012 Scheidsrechter: Tullio Lanese (FRA) |

|                               |                                                     |               |            |                                                                                      |
| 16 oktober 1991 18:00 (UTC+3) | Bulgarije                                           | 4 – 0         | San Marino | Balgarska Armijastadion, Sofia Toeschouwers: 7.352 Scheidsrechter: Jiří Ulrich (TCH) |
| 16 oktober 1991 18:00 (UTC+3) | Penev 18' Stoichkov 31' (pen.) Yankov 38' Iliev 84' | Wedstrijdlink |            | Balgarska Armijastadion, Sofia Toeschouwers: 7.352 Scheidsrechter: Jiří Ulrich (TCH) |

|                               |                 |               |           |                                                                                         |
| 16 oktober 1991 18:00 (UTC+3) | Roemenië        | 1 – 0         | Schotland | Stadionul Steaua, Boekarest Toeschouwers: 15.850 Scheidsrechter: Aron Schmidhuber (GER) |
| 16 oktober 1991 18:00 (UTC+3) | Hagi 75' (pen.) | Wedstrijdlink |           | Stadionul Steaua, Boekarest Toeschouwers: 15.850 Scheidsrechter: Aron Schmidhuber (GER) |

|                                |                                            |               |            |                                                                                |
| 13 november 1991 19:00 (UTC+0) | Schotland                                  | 4 – 0         | San Marino | Hampden Park, Glasgow Toeschouwers: 35.170 Scheidsrechter: Rune Pedersen (NOR) |
| 13 november 1991 19:00 (UTC+0) | McStay 10' Gough 31' Durie 38' McCoist 62' | Wedstrijdlink |            | Hampden Park, Glasgow Toeschouwers: 35.170 Scheidsrechter: Rune Pedersen (NOR) |

|                                |            |               |             |                                                                                          |
| 13 november 1991 21:00 (UTC+2) | Roemenië   | 1 – 0         | Zwitserland | Stadionul Steaua, Boekarest Toeschouwers: 23.000 Scheidsrechter: John Blankenstein (NED) |
| 13 november 1991 21:00 (UTC+2) | Mateuț 69' | Wedstrijdlink |             | Stadionul Steaua, Boekarest Toeschouwers: 23.000 Scheidsrechter: John Blankenstein (NED) |

|                                |             |               |             |                                                                                                  |
| 20 november 1991 18:00 (UTC+2) | Bulgarije   | 1 – 1         | Roemenië    | Vasil Levski Nationaal Stadion, Sofia Toeschouwers: 27.744 Scheidsrechter: Peter Mikkelsen (DEN) |
| 20 november 1991 18:00 (UTC+2) | Sirakov 55' | Wedstrijdlink | Popescu 31' | Vasil Levski Nationaal Stadion, Sofia Toeschouwers: 27.744 Scheidsrechter: Peter Mikkelsen (DEN) |

### Groep 3
Italië was nog in mineur voor het missen van de WK-titel in eigen land, het werd in de halve finale na strafschoppen uitgeschakeld door Argentinië. Het begon deze cyclus meteen met puntverlies in de uitwedstrijd tegen Hongarije en de thuiswedstrijd tegen de Sovjet-Unie. In juni werd kwalificatie wel zeer moeilijk na een 2-1-nederlaag tegen Noorwegen. Bij Noorwegen werd halverwege de cyclus Egil Olsen aangesteld en hij ontwikkelde een op wetenschappelijke manier van voetballen, met de nadruk op fysiek spel in een defensief concept. Italië kwam er niet aan te pas, stond voor rust met 2-0 kansloos achter en invaller Giuseppe Bergomi werd uit het veld gestuurd. De andere invaller Salvatore Schillaci was na zijn onverwachte scoringsdrift weer op het tweede plan terechtgekomen en scoorde het tegendoelpunt. Hij zou na 1991 niet meer geselecteerd worden voor het nationale team.
Het team van de Sovjet-Unie was het meest constante in deze groep. Het liet Noorwegen in de uitwedstrijd uitrazen en scoorde in de slotfase via Aleksandr Mostovoj, de Noren moesten nog twee jaar wachten op hun internationale doorbraak. Italië kreeg weer hoop na onverwacht puntverlies van de Russen in de thuiswedstrijd tegen het al kansloze Hongarije, de Feyenoorder József Kiprich scoorde twee keer en de wedstrijd eindigde in 2-2. Italië moest nu winnen in Moskou om nog een kans te maken, het viel de gehele wedstrijd aan, maar kwam niet verder dan een schot op de paal. Azeglio Vicini werd ontslagen en vervangen door Arrigo Sacchi, die grote triomfen vierde bij AC Milan en het land moest voorbereiden op succes op het WK in 1994. Ook de Sovjet-Unie haalde het EK niet, op 17 december 1991 hield het land op te bestaan en werden alle deelrepublieken onafhankelijk. Het team ging onder de naam Gemenebest van Onafhankelijk staten deelnemen aan het EK.
| Pos | Land        | Wed | Win | Gel | Ver | DV | DT | +/- | Pnt |
| --- | ----------- | --- | --- | --- | --- | -- | -- | --- | --- |
| 1   | Sovjet-Unie | 8   | 5   | 3   | 0   | 13 | 2  | +11 | 13  |
| 2   | Italië      | 8   | 3   | 4   | 1   | 12 | 5  | +7  | 10  |
| 3   | Noorwegen   | 8   | 3   | 3   | 2   | 9  | 5  | +4  | 9   |
| 4   | Hongarije   | 8   | 2   | 4   | 2   | 10 | 9  | +1  | 8   |
| 5   | Cyprus      | 8   | 0   | 0   | 8   | 2  | 25 | –23 | 0   |

|                                 |                                 |               |           |                                                                                                  |
| 12 september 1990 19:00 (UTC+4) | Sovjet-Unie                     | 2 – 0         | Noorwegen | Olympisch Stadion Loezjniki, Moskou Toeschouwers: 23.000 Scheidsrechter: Hubert Forstinger (AUT) |
| 12 september 1990 19:00 (UTC+4) | Kantsjelskis 22' Koeznetsov 60' | Wedstrijdlink |           | Olympisch Stadion Loezjniki, Moskou Toeschouwers: 23.000 Scheidsrechter: Hubert Forstinger (AUT) |

|                               |               |       |           |                                                                              |
| 10 oktober 1990 19:00 (UTC+2) | Noorwegen     | 0 – 0 | Hongarije | Brannstadion, Bergen Toeschouwers: 6.304 Scheidsrechter: John Spillane (IRL) |
| 10 oktober 1990 19:00 (UTC+2) | Wedstrijdlink |       |           | Brannstadion, Bergen Toeschouwers: 6.304 Scheidsrechter: John Spillane (IRL) |

|                               |            |               |                   |                                                                                        |
| 17 oktober 1990 19:00 (UTC+2) | Hongarije  | 1 – 1         | Italië            | Ferenc Puskásstadion, Boedapest Toeschouwers: 24.431 Scheidsrechter: Bo Karlsson (SWE) |
| 17 oktober 1990 19:00 (UTC+2) | Disztl 16' | Wedstrijdlink | Baggio 54' (pen.) | Ferenc Puskásstadion, Boedapest Toeschouwers: 24.431 Scheidsrechter: Bo Karlsson (SWE) |

|                               |                                                |               |                              |                                                                                            |
| 31 oktober 1990 18:00 (UTC+1) | Hongarije                                      | 4 – 2         | Cyprus                       | Ferenc Puskásstadion, Boedapest Toeschouwers: 2.204 Scheidsrechter: Plarent Kotherja (ALB) |
| 31 oktober 1990 18:00 (UTC+1) | Lörincz 1', 19' Kiprich 20' (pen.), 67' (pen.) | Wedstrijdlink | Xiourouppas 13' Tsolakis 89' | Ferenc Puskásstadion, Boedapest Toeschouwers: 2.204 Scheidsrechter: Plarent Kotherja (ALB) |

|                               |               |       |             |                                                                                        |
| 3 november 1990 14:30 (UTC+1) | Italië        | 0 – 0 | Sovjet-Unie | Stadio Olimpico, Rome Toeschouwers: 52.208 Scheidsrechter: Marcel Van Langenhove (BEL) |
| 3 november 1990 14:30 (UTC+1) | Wedstrijdlink |       |             | Stadio Olimpico, Rome Toeschouwers: 52.208 Scheidsrechter: Marcel Van Langenhove (BEL) |

|                                |        |               |                                       |                                                                                  |
| 14 november 1990 19:00 (UTC+2) | Cyprus | 0 – 3         | Noorwegen                             | Makariostadion, Nicosia Toeschouwers: 2.133 Scheidsrechter: Zoran Petrović (YUG) |
| 14 november 1990 19:00 (UTC+2) |        | Wedstrijdlink | Sørloth 39' Bohinen 50' Brandhaug 64' | Makariostadion, Nicosia Toeschouwers: 2.133 Scheidsrechter: Zoran Petrović (YUG) |

|                                |        |               |                                             |                                                                              |
| 22 december 1990 15:00 (UTC+2) | Cyprus | 0 – 4         | Italië                                      | Tsirionstadion, Limasol Toeschouwers: 9.185 Scheidsrechter: Ivan Gregr (TCH) |
| 22 december 1990 15:00 (UTC+2) |        | Wedstrijdlink | Vierchowod 15' Serena 22', 50' Lombardo 44' | Tsirionstadion, Limasol Toeschouwers: 9.185 Scheidsrechter: Ivan Gregr (TCH) |

|                            |        |               |                       |                                                                                |
| 3 april 1991 15:00 (UTC+3) | Cyprus | 0 – 2         | Hongarije             | Tsirionstadion, Limasol Toeschouwers: 1.844 Scheidsrechter: Gerhard Kapl (AUT) |
| 3 april 1991 15:00 (UTC+3) |        | Wedstrijdlink | Mónos 15' Kiprich 40' | Tsirionstadion, Limasol Toeschouwers: 1.844 Scheidsrechter: Gerhard Kapl (AUT) |

|                             |           |               |                    |                                                                                             |
| 17 april 1991 19:00 (UTC+2) | Hongarije | 0 – 1         | Sovjet-Unie        | Ferenc Puskásstadion, Boedapest Toeschouwers: 43.221 Scheidsrechter: Aron Schmidhuber (GER) |
| 17 april 1991 19:00 (UTC+2) |           | Wedstrijdlink | Mikhailichenko 30' | Ferenc Puskásstadion, Boedapest Toeschouwers: 43.221 Scheidsrechter: Aron Schmidhuber (GER) |

|                          |                                            |               |        |                                                                           |
| 1 mei 1991 19:00 (UTC+2) | Noorwegen                                  | 3 – 0         | Cyprus | Ullevaalstadion, Oslo Toeschouwers: 5.825 Scheidsrechter: Kaj Natri (FIN) |
| 1 mei 1991 19:00 (UTC+2) | Lydersen 49' (pen.) Dahlum 65' Sørloth 90' | Wedstrijdlink |        | Ullevaalstadion, Oslo Toeschouwers: 5.825 Scheidsrechter: Kaj Natri (FIN) |

|                          |                             |               |                   |                                                                               |
| 1 mei 1991 20:15 (UTC+2) | Italië                      | 3 – 1         | Hongarije         | Stadio Arechi, Salerno Toeschouwers: 37.602 Scheidsrechter: Joe Worrall (ENG) |
| 1 mei 1991 20:15 (UTC+2) | Donadoni 4', 16' Vialli 56' | Wedstrijdlink | Bognar 65' (pen.) | Stadio Arechi, Salerno Toeschouwers: 37.602 Scheidsrechter: Joe Worrall (ENG) |

|                           |                                                           |               |        | |
| 29 mei 1991 19:00 (UTC+3) | Sovjet-Unie                                               | 4 – 0         | Cyprus | Olympisch Stadion Loezjniki, Moskou Toeschouwers: 14.200 Scheidsrechter: Stefan Dan Petrescu (ROM) |
| 29 mei 1991 19:00 (UTC+3) | Mostovoi 10' Mikhailichenko 51' Korneev 87' Aleinikov 89' | Wedstrijdlink |        | Olympisch Stadion Loezjniki, Moskou Toeschouwers: 14.200 Scheidsrechter: Stefan Dan Petrescu (ROM) |

|                           |                       |               |               |                                                                                     |
| 5 juni 1991 19:00 (UTC+2) | Noorwegen             | 2 – 1         | Italië        | Ullevaalstadion, Oslo Toeschouwers: 24.346 Scheidsrechter: Mario van der Ende (NED) |
| 5 juni 1991 19:00 (UTC+2) | Dahlum 4' Bohinen 25' | Wedstrijdlink | Schillaci 77' | Ullevaalstadion, Oslo Toeschouwers: 24.346 Scheidsrechter: Mario van der Ende (NED) |

|                                |           |               |              |                                                                              |
| 28 augustus 1991 19:00 (UTC+2) | Noorwegen | 0 – 1         | Sovjet-Unie  | Ullevaalstadion, Oslo Toeschouwers: 24.383 Scheidsrechter: Howard King (WAL) |
| 28 augustus 1991 19:00 (UTC+2) |           | Wedstrijdlink | Mostovoj 74' | Ullevaalstadion, Oslo Toeschouwers: 24.383 Scheidsrechter: Howard King (WAL) |

|                                 |                                      |               |                  |                                                                                               |
| 25 september 1991 19:00 (UTC+3) | Sovjet-Unie                          | 2 – 2         | Hongarije        | Olympisch Stadion Loezjniki, Moskou Toeschouwers: 34.973 Scheidsrechter: Zoran Petrović (YUG) |
| 25 september 1991 19:00 (UTC+3) | Shalimov 37' (pen.) Kantsjelskis 50' | Wedstrijdlink | Kiprich 16', 84' | Olympisch Stadion Loezjniki, Moskou Toeschouwers: 34.973 Scheidsrechter: Zoran Petrović (YUG) |

|                               |               |       |        |                                                                                             |
| 12 oktober 1991 19:00 (UTC+3) | Sovjet-Unie   | 0 – 0 | Italië | Olympisch Stadion Loezjniki, Moskou Toeschouwers: 86.486 Scheidsrechter: Bruno Galler (SUI) |
| 12 oktober 1991 19:00 (UTC+3) | Wedstrijdlink |       |        | Olympisch Stadion Loezjniki, Moskou Toeschouwers: 86.486 Scheidsrechter: Bruno Galler (SUI) |

|                               |               |       |           |                                                                                        |
| 30 oktober 1991 20:00 (UTC+1) | Hongarije     | 0 – 0 | Noorwegen | Rohonci útstadion, Szombathely Toeschouwers: 4.609 Scheidsrechter: Gérard Biguet (FRA) |
| 30 oktober 1991 20:00 (UTC+1) | Wedstrijdlink |       |           | Rohonci útstadion, Szombathely Toeschouwers: 4.609 Scheidsrechter: Gérard Biguet (FRA) |

|                                |                |               |              |                                                                                                |
| 13 november 1991 19:15 (UTC+1) | Italië         | 1 – 1         | Noorwegen    | Stadio Luigi Ferraris, Genoa Toeschouwers: 21.372 Scheidsrechter: Karl-Josef Assenmacher (GER) |
| 13 november 1991 19:15 (UTC+1) | Rizzitelli 83' | Wedstrijdlink | Jakobsen 60' | Stadio Luigi Ferraris, Genoa Toeschouwers: 21.372 Scheidsrechter: Karl-Josef Assenmacher (GER) |

|                                |        |               |                                         |                                                                                  |
| 13 november 1991 15:00 (UTC+2) | Cyprus | 0 – 3         | Sovjet-Unie                             | Tsirionstadion, Limasol Toeschouwers: 3.379 Scheidsrechter: Andrew Waddell (SCO) |
| 13 november 1991 15:00 (UTC+2) |        | Wedstrijdlink | Protasov 26' Yuran 78' Kantsjelskis 81' | Tsirionstadion, Limasol Toeschouwers: 3.379 Scheidsrechter: Andrew Waddell (SCO) |

|                                |                       |               |        |                                                                                               |
| 21 december 1991 14:30 (UTC+1) | Italië                | 2 – 0         | Cyprus | Pino Zaccheriastadion, Foggia Toeschouwers: 17.732 Scheidsrechter: Joaquin Ramos Marcos (ESP) |
| 21 december 1991 14:30 (UTC+1) | Vialli 28' Baggio 55' | Wedstrijdlink |        | Pino Zaccheriastadion, Foggia Toeschouwers: 17.732 Scheidsrechter: Joaquin Ramos Marcos (ESP) |

### Groep 4
Deze groep begon met een daverende verrassing: de Faeröer maakten hun internationale debuut en wonnen met 1-0 van WK-deelnemer Oostenrijk. Torkil Nielsen schreef geschiedenis door halverwege de tweede helft het winnende doelpunt te scoren. Alle wedstrijden van de eilandbewoners werden in de Zweedse stad Landskrona gespeeld. Het meeste opzien baarde doelman Jens Martin Knudsen, die met een soort muts speelde als bescherming tegen een hersenschudding. Na de wedstrijd nam de Oostenrijkse coach Hickersberger ontslag, maar beter ging het absoluut niet, want Oostenrijk eindigde samen met de Faeröer op de laatste plaats in deze groep.
De strijd om de eerste plaats in de groep ging tussen Joegoslavië en Denemarken. De Denen hadden afscheid genomen van de gouden generatie van de jaren tachtig en speelde vooral heel degelijk onder de nieuwe bondscoach Richard Møller Nielsen. Dit was vooral een doorn in het oog van de broers Michael en Brian Laudrup, die zich na de thuisnederlaag tegen Joegoslavië niet meer beschikbaar stelde. Joegoslavië had een sterke generatie, die op het WK een goede indruk maakte en in hetzelfde jaar won Rode Ster Belgrado de Europacup der Landskampioenen. Joegoslavië won met 0-2 in Kopenhagen door doelpunten van de Bosniër Baždarević en de Kroaat Jarni en doordat Denemarken eerder gelijk speelde in Noord-Ierland leek de strijd al vroegtijdig beslist. Joegoslavië speelde al zijn thuiswedstrijden in het grote Rode Ster Belgrado-stadion. Opvallend was, dat er nauwelijks mensen kwamen kijken (niet eens 2.000 toeschouwers tegen Oostenrijk). Blijkbaar had het publiek nauwelijks enige affiniteit met het team na alle etnische strubbelingen in het land. In mei 1991 kwam de spanning terug, toen de Joegoslaven met 1-2 verloren van Denemarken. Twee doelpunten van Christensen beslisten de wedstrijd.
In juni 1991 brak de Joegoslavische burgeroorlog uit. Kroatië en Slovenië voerden een onafhankelijkheidsoorlog en de spelers van die landen stelden zich niet meer beschikbaar voor het team. Het overwegend Servische team won in het najaar de laatste uitwedstrijden en plaatste zich voor het eindtoernooi. Vlak voor het toernooi werd Joegoslavië geschorst voor internationaal voetbal vanwege de oorlog, hierdoor plaatste de nummer twee zich voor de eindronde. Twee weken voor het begin van het EK kon Denemarken zich alsnog voorbereiden voor het toernooi. Dat alle spelers al op vakantie waren was een fabeltje, want Denemarken speelde al oefenwedstrijden en had stiekem toch rekening gehouden met deelname. Positief was dat Brian Laudrup zich alsnog beschikbaar stelde voor het team. Broer Michael bleef thuis.
| Pos | Land          | Wed | Win | Gel | Ver | DV | DT | +/- | Pnt |
| --- | ------------- | --- | --- | --- | --- | -- | -- | --- | --- |
| 1   | Joegoslavië   | 8   | 7   | 0   | 1   | 24 | 4  | +20 | 14  |
| 2   | Denemarken    | 8   | 6   | 1   | 1   | 18 | 7  | +11 | 13  |
| 3   | Noord-Ierland | 8   | 2   | 3   | 3   | 11 | 11 | 0   | 7   |
| 4   | Oostenrijk    | 8   | 1   | 1   | 6   | 6  | 14 | –8  | 3   |
| 5   | Faeröer       | 8   | 1   | 1   | 6   | 3  | 26 | –23 | 3   |

|                                 |             |               |            |                                                                                 |
| 12 september 1990 19:00 (UTC+1) | Faeröer     | 1 – 0         | Oostenrijk | Landskrona IP, Landskrona Toeschouwers: 1.157 Scheidsrechter: Egil Nervik (NOR) |
| 12 september 1990 19:00 (UTC+1) | Nielsen 61' | Wedstrijdlink |            | Landskrona IP, Landskrona Toeschouwers: 1.157 Scheidsrechter: Egil Nervik (NOR) |

|                                 |               |               |                           |                                                                                   |
| 12 september 1990 20:00 (UTC+1) | Noord-Ierland | 0 – 2         | Joegoslavië               | Windsor Park, Belfast Toeschouwers: 9.008 Scheidsrechter: Jacobus Uilenberg (NED) |
| 12 september 1990 20:00 (UTC+1) |               | Wedstrijdlink | Pančev 36' Prosinečki 86' | Windsor Park, Belfast Toeschouwers: 9.008 Scheidsrechter: Jacobus Uilenberg (NED) |

|                               |                                            |               |             |                                                                                          |
| 10 oktober 1990 19:30 (UTC+2) | Denemarken                                 | 4 – 1         | Faeröer     | Idrætsparken, Kopenhagen Toeschouwers: 38.563 Scheidsrechter: Guðmundur Haraldsson (ICE) |
| 10 oktober 1990 19:30 (UTC+2) | M. Laudrup 8', 48' Elstrup 37' Povlsen 89' | Wedstrijdlink | Mørkøre 21' | Idrætsparken, Kopenhagen Toeschouwers: 38.563 Scheidsrechter: Guðmundur Haraldsson (ICE) |

|                               |               |               |                    |                                                                                |
| 17 oktober 1990 20:00 (UTC+1) | Noord-Ierland | 1 – 1         | Denemarken         | Windsor Park, Belfast Toeschouwers: 9.079 Scheidsrechter: Roger Philippi (LUX) |
| 17 oktober 1990 20:00 (UTC+1) | Clarke 58'    | Wedstrijdlink | Bartram 11' (pen.) | Windsor Park, Belfast Toeschouwers: 9.079 Scheidsrechter: Roger Philippi (LUX) |

|                               |                                  |               |            |                                                                                       |
| 31 oktober 1990 19:00 (UTC+1) | Joegoslavië                      | 4 – 1         | Oostenrijk | Rode Sterstadion, Belgrado Toeschouwers: 1.437 Scheidsrechter: Aron Schmidhuber (GER) |
| 31 oktober 1990 19:00 (UTC+1) | Pančev 32', 52', 85' Katanec 43' | Wedstrijdlink | Ogris 15'  | Rode Sterstadion, Belgrado Toeschouwers: 1.437 Scheidsrechter: Aron Schmidhuber (GER) |

|                                |            |               |                          |                                                                                  |
| 14 november 1990 19:30 (UTC+1) | Denemarken | 0 – 2         | Joegoslavië              | Idrætsparken, Kopenhagen Toeschouwers: 39.700 Scheidsrechter: Neil Midgley (ENG) |
| 14 november 1990 19:30 (UTC+1) |            | Wedstrijdlink | Baždarević 77' Jarni 84' | Idrætsparken, Kopenhagen Toeschouwers: 39.700 Scheidsrechter: Neil Midgley (ENG) |

|                                |               |       |               |                                                                              |
| 14 november 1990 19:30 (UTC+1) | Oostenrijk    | 0 – 0 | Noord-Ierland | Praterstadion, Wenen Toeschouwers: 6.753 Scheidsrechter: Gérard Biguet (FRA) |
| 14 november 1990 19:30 (UTC+1) | Wedstrijdlink |       |               | Praterstadion, Wenen Toeschouwers: 6.753 Scheidsrechter: Gérard Biguet (FRA) |

|                             |                                |               |               |                                                                                    |
| 27 maart 1991 17:15 (UTC+1) | Joegoslavië                    | 4 – 1         | Noord-Ierland | Rode Sterstadion, Belgrado Toeschouwers: 5.086 Scheidsrechter: Yusuf Namoğlu (TUR) |
| 27 maart 1991 17:15 (UTC+1) | Binić 35' Pančev 47', 60', 62' | Wedstrijdlink | Hill 44'      | Rode Sterstadion, Belgrado Toeschouwers: 5.086 Scheidsrechter: Yusuf Namoğlu (TUR) |

|                          |             |               |                      |                                                                                    |
| 1 mei 1991 20:00 (UTC+2) | Joegoslavië | 1 – 2         | Denemarken           | Rode Sterstadion, Belgrado Toeschouwers: 16.477 Scheidsrechter: Joël Quiniou (FRA) |
| 1 mei 1991 20:00 (UTC+2) | Pančev 50'  | Wedstrijdlink | Christensen 31', 63' | Rode Sterstadion, Belgrado Toeschouwers: 16.477 Scheidsrechter: Joël Quiniou (FRA) |

|                          |               |               |              |                                                                               |
| 1 mei 1991 20:00 (UTC+1) | Noord-Ierland | 1 – 1         | Faeröer      | Windsor Park, Belfast Toeschouwers: 7.253 Scheidsrechter: Michel Piraux (BEL) |
| 1 mei 1991 20:00 (UTC+1) | Clarke 45'    | Wedstrijdlink | Reynheim 63' | Windsor Park, Belfast Toeschouwers: 7.253 Scheidsrechter: Michel Piraux (BEL) |

|                           |                                                                           |               |         |                                                                                        |
| 16 mei 1991 20:00 (UTC+2) | Joegoslavië                                                               | 7 – 0         | Faeröer | Rode Sterstadion, Belgrado Toeschouwers: 6.745 Scheidsrechter: Vassilios Nikakis (GRE) |
| 16 mei 1991 20:00 (UTC+2) | Najdoski 21' Prosinečki 24' Pančev 51', 72' Vulić 65' Boban 68' Šuker 85' | Wedstrijdlink |         | Rode Sterstadion, Belgrado Toeschouwers: 6.745 Scheidsrechter: Vassilios Nikakis (GRE) |

|                           |                                         |               |         |                                                                                 |
| 22 mei 1991 19:00 (UTC+2) | Oostenrijk                              | 3 – 0         | Faeröer | Lehenstadion, Salzburg Toeschouwers: 11.757 Scheidsrechter: Loizos Loizou (CYP) |
| 22 mei 1991 19:00 (UTC+2) | Pfeifenberger 13' Streiter 48' Wetl 69' | Wedstrijdlink |         | Lehenstadion, Salzburg Toeschouwers: 11.757 Scheidsrechter: Loizos Loizou (CYP) |

|                           |                     |               |            |                                                                                     |
| 5 juni 1991 16:00 (UTC+2) | Denemarken          | 2 – 1         | Oostenrijk | Odensestadion, Odense Toeschouwers: 12.521 Scheidsrechter: Michał Listkiewicz (POL) |
| 5 juni 1991 16:00 (UTC+2) | Christensen 2', 33' | Wedstrijdlink | Ogris 83'  | Odensestadion, Odense Toeschouwers: 12.521 Scheidsrechter: Michał Listkiewicz (POL) |

|                                 |         |               |                                                    |                                                                                   |
| 11 september 1991 19:00 (UTC+1) | Faeröer | 0 – 5         | Noord-Ierland                                      | Landskrona IP, Landskrona Toeschouwers: 1.623 Scheidsrechter: Simo Ruokonen (FIN) |
| 11 september 1991 19:00 (UTC+1) |         | Wedstrijdlink | Wilson 8' Clarke 12', 51', 68' (pen.) McDonald 14' | Landskrona IP, Landskrona Toeschouwers: 1.623 Scheidsrechter: Simo Ruokonen (FIN) |

|                                 |         |               |                                                            |                                                                                   |
| 25 september 1991 19:00 (UTC+1) | Faeröer | 0 – 4         | Denemarken                                                 | Landskrona IP, Landskrona Toeschouwers: 2.589 Scheidsrechter: Jim McCluskey (SCO) |
| 25 september 1991 19:00 (UTC+1) |         | Wedstrijdlink | Christofte 2' (pen.) Christensen 6' Pingel 78' Vilfort 75' | Landskrona IP, Landskrona Toeschouwers: 2.589 Scheidsrechter: Jim McCluskey (SCO) |

|                              |            |               |                                              |                                                                                        |
| 9 oktober 1991 19:30 (UTC+2) | Oostenrijk | 0 – 3         | Denemarken                                   | Praterstadion, Wenen Toeschouwers: 7.453 Scheidsrechter: Frans van den Wijngaert (BEL) |
| 9 oktober 1991 19:30 (UTC+2) |            | Wedstrijdlink | Artner 9' (e.d.) Povlsen 15' Christensen 37' | Praterstadion, Wenen Toeschouwers: 7.453 Scheidsrechter: Frans van den Wijngaert (BEL) |

|                               |         |               |                           |                                                                                       |
| 16 oktober 1991 19:00 (UTC+1) | Faeröer | 0 – 2         | Joegoslavië               | Landskrona IP, Landskrona Toeschouwers: 2.485 Scheidsrechter: Günther Habermann (GER) |
| 16 oktober 1991 19:00 (UTC+1) |         | Wedstrijdlink | Jugović 13' Savićević 80' | Landskrona IP, Landskrona Toeschouwers: 2.485 Scheidsrechter: Günther Habermann (GER) |

|                               |                     |               |            |                                                                              |
| 16 oktober 1991 19:30 (UTC+1) | Noord-Ierland       | 2 – 1         | Oostenrijk | Windsor Park, Belfast Toeschouwers: 6.854 Scheidsrechter: Leif Sundell (SWE) |
| 16 oktober 1991 19:30 (UTC+1) | Dowie 18' Black 42' | Wedstrijdlink | Lainer 44' | Windsor Park, Belfast Toeschouwers: 6.854 Scheidsrechter: Leif Sundell (SWE) |

|                                |                  |               |               |                                                                                |
| 13 november 1991 19:30 (UTC+1) | Denemarken       | 2 – 1         | Noord-Ierland | Odensestadion, Odense Toeschouwers: 10.881 Scheidsrechter: Alexey Spirin (URS) |
| 13 november 1991 19:30 (UTC+1) | Povlsen 22', 36' | Wedstrijdlink | Taggart 71'   | Odensestadion, Odense Toeschouwers: 10.881 Scheidsrechter: Alexey Spirin (URS) |

|                                |            |               |                         |                                                                              |
| 13 november 1991 19:30 (UTC+1) | Oostenrijk | 0 – 2         | Joegoslavië             | Praterstadion, Wenen Toeschouwers: 6.212 Scheidsrechter: Pietro D'Elia (FRA) |
| 13 november 1991 19:30 (UTC+1) |            | Wedstrijdlink | Lukić 18' Savićević 38' | Praterstadion, Wenen Toeschouwers: 6.212 Scheidsrechter: Pietro D'Elia (FRA) |

### Groep 5
"Uns gegen uns": uitgerekend in het jaar, dat de Berlijnse Muur viel hadden West-Duitsland en Oost-Duitsland elkaar geloot. Na de Duitse hereniging stopte Oost-Duitsland met het voetbalteam en ontstond een verenigd Duits elftal. Oost-Duitsland speelde nog wel in Brussel tegen België en won met 0-2. België maakte een goede indruk op het WK in Italië, werd wel vroegtijdig uitgeschakeld en nam in deze cyclus afscheid van de laatste spelers van de gouden jaren tachtig generatie: Jan Ceulemans en Eric Gerets. De nederlaag tegen Oost-Duitsland was al een teken aan de wand, daarna volgde een kansloze 3-1-nederlaag tegen Wales en de ploeg speelde geen rol van betekenis in deze groep.
Wales werd zeer verrassend de naaste belager van wereldkampioen Duitsland. Na de wereldtitel speelde Duitsland een moeizame wedstrijd tegen nota bene Luxemburg: het verspeelde bijna een 3-0-voorsprong en mocht blij zijn met een 3-2-overwinning. Wales versloeg in Cardiff Duitsland door een doelpunt van Ian Rush, nadat Thomas Berthold uit het veld werd gestuurd en had opeens goede kansen om voor een stunt te zorgen. In Neurenberg stelde Duitsland orde op zaken en speelde een van zijn beste wedstrijden van de laatste jaren: 4-1 na een ruststand van 3-0. Men had nu genoeg aan een gelijkspel in Brussel om zich te kwalificeren, Rudi Völler scoorde het enige doelpunt.
| Pos | Land      | Wed | Win | Gel | Ver | DV | DT | +/- | Pnt |
| --- | --------- | --- | --- | --- | --- | -- | -- | --- | --- |
| 1   | Duitsland | 6   | 5   | 0   | 1   | 13 | 4  | +9  | 10  |
| 2   | Wales     | 6   | 4   | 1   | 1   | 8  | 6  | +2  | 9   |
| 3   | België    | 6   | 2   | 1   | 3   | 7  | 6  | +1  | 5   |
| 4   | Luxemburg | 6   | 0   | 0   | 6   | 2  | 14 | –12 | 0   |

|                               |                                  |               |              |                                                                                          |
| 17 oktober 1990 19:30 (UTC+1) | Wales                            | 3 – 1         | België       | Cardiff Arms Park, Cardiff Toeschouwers: 14.274 Scheidsrechter: Kurt Röthlisberger (SUI) |
| 17 oktober 1990 19:30 (UTC+1) | Rush 29' Saunders 86' Hughes 88' | Wedstrijdlink | Versavel 24' | Cardiff Arms Park, Cardiff Toeschouwers: 14.274 Scheidsrechter: Kurt Röthlisberger (SUI) |

|                               |                        |               |                                   |                                                                                            |
| 31 oktober 1990 20:15 (UTC+1) | Luxemburg              | 2 – 3         | Duitsland                         | Stade Josy Barthel, Luxemburg Toeschouwers: 9.512 Scheidsrechter: Kim Milton Nielsen (DEN) |
| 31 oktober 1990 20:15 (UTC+1) | Girres 57' Langers 65' | Wedstrijdlink | Klinsmann 16' Bein 30' Völler 49' | Stade Josy Barthel, Luxemburg Toeschouwers: 9.512 Scheidsrechter: Kim Milton Nielsen (DEN) |

|                                |           |               |          |                                                                                     |
| 14 november 1990 20:00 (UTC+1) | Luxemburg | 0 – 1         | Wales    | Stade Josy Barthel, Luxemburg Toeschouwers: 6.703 Scheidsrechter: Jiří Ulrich (TCH) |
| 14 november 1990 20:00 (UTC+1) |           | Wedstrijdlink | Rush 15' | Stade Josy Barthel, Luxemburg Toeschouwers: 6.703 Scheidsrechter: Jiří Ulrich (TCH) |

|                                |                                        |               |           |                                                                                                   |
| 27 februari 1991 20:00 (UTC+1) | België                                 | 3 – 0         | Luxemburg | Constant Vanden Stockstadion, Anderlecht Toeschouwers: 11.105 Scheidsrechter: Loizos Loizou (CYP) |
| 27 februari 1991 20:00 (UTC+1) | Vandenbergh 7' Ceulemans 16' Scifo 35' | Wedstrijdlink |           | Constant Vanden Stockstadion, Anderlecht Toeschouwers: 11.105 Scheidsrechter: Loizos Loizou (CYP) |

|                             |             |               |              | |
| 27 maart 1991 20:00 (UTC+1) | België      | 1 – 1         | Wales        | Constant Vanden Stockstadion, Anderlecht Toeschouwers: 18.591 Scheidsrechter: Emilio Soriano Aladrén (ESP) |
| 27 maart 1991 20:00 (UTC+1) | Degryse 48' | Wedstrijdlink | Saunders 60' | Constant Vanden Stockstadion, Anderlecht Toeschouwers: 18.591 Scheidsrechter: Emilio Soriano Aladrén (ESP) |

|                          |             |               |        |                                                                                          |
| 1 mei 1991 18:15 (UTC+2) | Duitsland   | 1 – 0         | België | Niedersachsenstadion, Hannover Toeschouwers: 52.363 Scheidsrechter: Zoran Petrović (YUG) |
| 1 mei 1991 18:15 (UTC+2) | Matthäus 3' | Wedstrijdlink |        | Niedersachsenstadion, Hannover Toeschouwers: 52.363 Scheidsrechter: Zoran Petrović (YUG) |

|                           |          |               |           |                                                                                   |
| 5 juni 1991 19:15 (UTC+1) | Wales    | 1 – 0         | Duitsland | Cardiff Arms Park, Cardiff Toeschouwers: 34.603 Scheidsrechter: Bo Karlsson (SWE) |
| 5 juni 1991 19:15 (UTC+1) | Rush 66' | Wedstrijdlink |           | Cardiff Arms Park, Cardiff Toeschouwers: 34.603 Scheidsrechter: Bo Karlsson (SWE) |

|                                 |           |               |                       |                                                                                     |
| 11 september 1991 20:00 (UTC+2) | Luxemburg | 0 – 2         | België                | Stade Josy Barthel, Luxemburg Toeschouwers: 6.872 Scheidsrechter: Rémi Harrel (FRA) |
| 11 september 1991 20:00 (UTC+2) |           | Wedstrijdlink | Scifo 25' Degryse 49' | Stade Josy Barthel, Luxemburg Toeschouwers: 6.872 Scheidsrechter: Rémi Harrel (FRA) |

|                               |                                           |               |                  |                                                                                    |
| 16 oktober 1991 20:15 (UTC+2) | Duitsland                                 | 4 – 1         | Wales            | Frankenstadion, Neurenberg Toeschouwers: 46.491 Scheidsrechter: Joël Quiniou (FRA) |
| 16 oktober 1991 20:15 (UTC+2) | Möller 34' Völler 39' Riedle 45' Doll 73' | Wedstrijdlink | Bodin 84' (pen.) | Frankenstadion, Neurenberg Toeschouwers: 46.491 Scheidsrechter: Joël Quiniou (FRA) |

|                                |                  |               |           |                                                                                   |
| 13 november 1991 19:30 (UTC+0) | Wales            | 1 – 0         | Luxemburg | Cardiff Arms Park, Cardiff Toeschouwers: 19.813 Scheidsrechter: Sándor Puhl (HUN) |
| 13 november 1991 19:30 (UTC+0) | Bodin 82' (pen.) | Wedstrijdlink |           | Cardiff Arms Park, Cardiff Toeschouwers: 19.813 Scheidsrechter: Sándor Puhl (HUN) |

|                                |        |               |            |                                                                                                   |
| 20 november 1991 20:00 (UTC+1) | België | 0 – 1         | Duitsland  | Constant Vanden Stockstadion, Anderlecht Toeschouwers: 16.138 Scheidsrechter: Tullio Lanese (FRA) |
| 20 november 1991 20:00 (UTC+1) |        | Wedstrijdlink | Völler 16' | Constant Vanden Stockstadion, Anderlecht Toeschouwers: 16.138 Scheidsrechter: Tullio Lanese (FRA) |

|                                |                                                        |               |           | |
| 18 december 1991 20:15 (UTC+1) | Duitsland                                              | 4 – 0         | Luxemburg | Ulrich Haberlandstadion, Leverkusen Toeschouwers: 20.395 Scheidsrechter: Zbigniew Przesmycki (POL) |
| 18 december 1991 20:15 (UTC+1) | Matthäus 15' (pen.) Buchwald 44' Riedle 51' Häßler 62' | Wedstrijdlink |           | Ulrich Haberlandstadion, Leverkusen Toeschouwers: 20.395 Scheidsrechter: Zbigniew Przesmycki (POL) |

### Groep 6
Na het rampzalig verlopen WK in Italië besloot technisch directeur Rinus Michels zelf maar weer het bondscoachschap op zich te nemen, ondanks het feit, dat hij op voet van oorlog leefde met de grote spelers gedurende het toernooi. Na het spuugincident in de wedstrijd tegen West-Duitsland, besloot Frank Rijkaard te stoppen met interlandvoetbalelftal. Michels probeerde zijn autoriteit te herstellen door Ronald Koeman na (lichte) kritiek op de tactiek te schorsen voor één wedstrijd en stelde John van 't Schip niet op, omdat hij later in het trainingskamp kwam om de geboorte van zijn eerste kind mee te maken. Veel maakte het allemaal niet uit, want in een saaie wedstrijd verloor Nederland met 1-0 van Portugal en nu had heel Nederland kritiek op de speelwijze zonder buitenspelers. Wel maakten twee spelers hun debuut, die later het boegbeeld werden van een volgende generatie: verdediger Frank de Boer en vooral aanvaller Dennis Bergkamp
Nederland ging weer doen, waar het goed in was: aanvallen. Er was wel weer een ouderwets incident in het trainingskamp: Wim Kieft werd vergeleken met een boomstam door de nog jonge Bryan Roy en verliet boos het trainingskamp. Dennis Bergkamp speelde in zijn plaats en scoorde snel het eerste doelpunt tegen Griekenland, gevolgd door een doelpunt na 18 minuten van Marco van Basten. De volgende wedstrijd in Malta werd een ware show: 0-8 met vijf doelpunten van Marco van Basten, waaronder een spectaculaire omhaal. De opgebouwde goodwill verbleekte na drie matige wedstrijden: slechts 1-0 in de return tegen Malta (uitgelokte strafschop van Van Basten, waarbij hij zelf bespuwd werd), 2-0 tegen Finland en een 1-1 gelijkspel in de return in Helsinki. Door het puntverlies stond Nederland in verliespunten gelijk met Portugal en Griekenland.
Portugal had een talentvolle generatie met spelers Paulo Futre en Rui Barros, een generatie die altijd net niet goed genoeg was om zich te kwalificeren voor grote toernooien. Wel was er hoop, want het jeugdteam van Portugal won het WK in eigen land, waar spelers als Luís Figo en doelman Vitor Baia doorstroomden naar het eerste elftal. Michels had een succes in de diplomatie: Frank Rijkaard stelde zich weer beschikbaar. In een meer spannende dan goede wedstrijd won Nederland met 1-0 van Portugal door een prachtige gelukstreffer van Richard Witschge, zijn enige doelpunt in Oranje. Het zou tot op heden van vandaag de enige keer zijn, dat Nederland van Portugal zou winnen. Nederland mocht nu met zes doelpunten verschil verliezen van Griekenland om zich te plaatsen, het won met 2-0 door doelpunten van Bergkamp en een snoekduik van Danny Blind. Ook bij deze wedstrijd was er weer een incident: Ruud Gullit weigerde te spelen vanwege een opspelende blessure, hetgeen weer wrevel opleverde met Michels.
| Pos | Land        | Wed | Win | Gel | Ver | DV | DT | +/- | Pnt |
| --- | ----------- | --- | --- | --- | --- | -- | -- | --- | --- |
| 1   | Nederland   | 8   | 6   | 1   | 1   | 17 | 2  | +15 | 13  |
| 2   | Portugal    | 8   | 5   | 1   | 2   | 11 | 4  | +7  | 11  |
| 3   | Griekenland | 8   | 3   | 2   | 3   | 11 | 9  | +2  | 8   |
| 4   | Finland     | 8   | 1   | 4   | 3   | 5  | 8  | –3  | 6   |
| 5   | Malta       | 8   | 0   | 2   | 6   | 2  | 23 | –21 | 2   |

|                                 |               |       |          |                                                                                    |
| 12 september 1990 19:00 (UTC+3) | Finland       | 0 – 0 | Portugal | Olympisch Stadion, Helsinki Toeschouwers: 10.242 Scheidsrechter: Jozef Marko (TCH) |
| 12 september 1990 19:00 (UTC+3) | Wedstrijdlink |       |          | Olympisch Stadion, Helsinki Toeschouwers: 10.242 Scheidsrechter: Jozef Marko (TCH) |

|                               |           |               |           |                                                                                        |
| 17 oktober 1990 21:00 (UTC+1) | Portugal  | 1 – 0         | Nederland | Estádio das Antas, Porto Toeschouwers: 17.198 Scheidsrechter: Siegfried Kirschen (GER) |
| 17 oktober 1990 21:00 (UTC+1) | Águas 54' | Wedstrijdlink |           | Estádio das Antas, Porto Toeschouwers: 17.198 Scheidsrechter: Siegfried Kirschen (GER) |

|                               |                                                          |               |       | |
| 31 oktober 1990 18:00 (UTC+2) | Griekenland                                              | 4 – 0         | Malta | Olympisch Stadion Spyridon Louis, Athene Toeschouwers: 7.768 Scheidsrechter: Ion Crăciunescu (ROM) |
| 31 oktober 1990 18:00 (UTC+2) | Tsiantakis 37' Karapialis 40' Saravakos 59' Borbokis 88' | Wedstrijdlink |       | Olympisch Stadion Spyridon Louis, Athene Toeschouwers: 7.768 Scheidsrechter: Ion Crăciunescu (ROM) |

|                                |                            |               |             |                                                                            |
| 21 november 1990 18:00 (UTC+1) | Nederland                  | 2 – 0         | Griekenland | De Kuip, Rotterdam Toeschouwers: 20.233 Scheidsrechter: Lajos Nemeth (HUN) |
| 21 november 1990 18:00 (UTC+1) | Bergkamp 7' van Basten 18' | Wedstrijdlink |             | De Kuip, Rotterdam Toeschouwers: 20.233 Scheidsrechter: Lajos Nemeth (HUN) |

|                                |          |               |              |                                                                                |
| 25 november 1990 14:30 (UTC+1) | Malta    | 1 – 1         | Finland      | Ta' Qalistadion, Ta' Qali Toeschouwers: 8.667 Scheidsrechter: Sadik Deda (TUR) |
| 25 november 1990 14:30 (UTC+1) | Suda 37' | Wedstrijdlink | Holmgren 87' | Ta' Qalistadion, Ta' Qali Toeschouwers: 8.667 Scheidsrechter: Sadik Deda (TUR) |

|                                |       |               |                                                                       |                                                                                     |
| 19 december 1990 14:30 (UTC+1) | Malta | 0 – 8         | Nederland                                                             | Ta' Qalistadion, Ta' Qali Toeschouwers: 10.254 Scheidsrechter: Rolf Blattmann (SUI) |
| 19 december 1990 14:30 (UTC+1) |       | Wedstrijdlink | van Basten 9', 20', 23', 64', 80' (pen.) Winter 53' Bergkamp 60', 66' | Ta' Qalistadion, Ta' Qali Toeschouwers: 10.254 Scheidsrechter: Rolf Blattmann (SUI) |

|                               |                                          |               |                     |                                                                                                 |
| 23 januari 1991 18:30 (UTC+2) | Griekenland                              | 3 – 2         | Portugal            | Olympisch Stadion Spyridon Louis, Athene Toeschouwers: 8.553 Scheidsrechter: Carlo Longhi (FRA) |
| 23 januari 1991 18:30 (UTC+2) | Borbokis 7' Manolas 68' Tsalouchidis 85' | Wedstrijdlink | Águas 18' Futre 62' | Olympisch Stadion Spyridon Louis, Athene Toeschouwers: 8.553 Scheidsrechter: Carlo Longhi (FRA) |

|                               |       |               |           |                                                                                    |
| 9 februari 1991 15:15 (UTC+1) | Malta | 0 – 1         | Portugal  | Ta' Qalistadion, Ta' Qali Toeschouwers: 3.264 Scheidsrechter: Manfred Neuner (GER) |
| 9 februari 1991 15:15 (UTC+1) |       | Wedstrijdlink | Futre 27' | Ta' Qalistadion, Ta' Qali Toeschouwers: 3.264 Scheidsrechter: Manfred Neuner (GER) |

|                                |                                                           |               |       |                                                                                  |
| 20 februari 1991 21:30 (UTC+0) | Portugal                                                  | 5 – 0         | Malta | Estádio das Antas, Porto Toeschouwers: 5.303 Scheidsrechter: John Spillane (IRL) |
| 20 februari 1991 21:30 (UTC+0) | Águas 5' Leal 34' Paneira 41' (pen.) Futre 48' Cadete 81' | Wedstrijdlink |       | Estádio das Antas, Porto Toeschouwers: 5.303 Scheidsrechter: John Spillane (IRL) |

|                             |                       |               |       |                                                                             |
| 13 maart 1991 20:00 (UTC+1) | Nederland             | 1 – 0         | Malta | De Kuip, Rotterdam Toeschouwers: 36.383 Scheidsrechter: Dušan Krchnák (TCH) |
| 13 maart 1991 20:00 (UTC+1) | van Basten 31' (pen.) | Wedstrijdlink |       | De Kuip, Rotterdam Toeschouwers: 36.383 Scheidsrechter: Dušan Krchnák (TCH) |

|                             |                          |               |         |                                                                            |
| 17 april 1991 20:00 (UTC+2) | Nederland                | 2 – 0         | Finland | De Kuip, Rotterdam Toeschouwers: 21.426 Scheidsrechter: Jan Damgaard (DEN) |
| 17 april 1991 20:00 (UTC+2) | van Basten 9' Gullit 76' | Wedstrijdlink |         | De Kuip, Rotterdam Toeschouwers: 21.426 Scheidsrechter: Jan Damgaard (DEN) |

|                           |                           |               |       |                                                                                     |
| 16 mei 1991 19:00 (UTC+3) | Finland                   | 2 – 0         | Malta | Olympisch Stadion, Helsinki Toeschouwers: 5.150 Scheidsrechter: Rune Pedersen (NOR) |
| 16 mei 1991 19:00 (UTC+3) | Järvinen 51' Litmanen 87' | Wedstrijdlink |       | Olympisch Stadion, Helsinki Toeschouwers: 5.150 Scheidsrechter: Rune Pedersen (NOR) |

|                           |              |               |             |                                                                                       |
| 5 juni 1991 19:00 (UTC+3) | Finland      | 1 – 1         | Nederland   | Olympisch Stadion, Helsinki Toeschouwers: 21.207 Scheidsrechter: Brian McGinlay (SCO) |
| 5 juni 1991 19:00 (UTC+3) | Holmgren 77' | Wedstrijdlink | de Boer 60' | Olympisch Stadion, Helsinki Toeschouwers: 21.207 Scheidsrechter: Brian McGinlay (SCO) |

|                                 |                 |               |         |                                                                                   |
| 11 september 1991 21:30 (UTC+1) | Portugal        | 1 – 0         | Finland | Estádio das Antas, Porto Toeschouwers: 7.236 Scheidsrechter: Arturo Martino (SUI) |
| 11 september 1991 21:30 (UTC+1) | César Brito 22' | Wedstrijdlink |         | Estádio das Antas, Porto Toeschouwers: 7.236 Scheidsrechter: Arturo Martino (SUI) |

|                              |             |               |                  |                                                                                         |
| 9 oktober 1991 19:00 (UTC+3) | Finland     | 1 – 1         | Griekenland      | Olympisch Stadion, Helsinki Toeschouwers: 5.225 Scheidsrechter: Sergei Khussainov (URS) |
| 9 oktober 1991 19:00 (UTC+3) | Ukkonen 50' | Wedstrijdlink | Tsalouchidis 74' | Olympisch Stadion, Helsinki Toeschouwers: 5.225 Scheidsrechter: Sergei Khussainov (URS) |

|                               |              |               |          |                                                                               |
| 16 oktober 1991 20:00 (UTC+2) | Nederland    | 1 – 0         | Portugal | De Kuip, Rotterdam Toeschouwers: 40.057 Scheidsrechter: George Courtney (ENG) |
| 16 oktober 1991 20:00 (UTC+2) | Witschge 20' | Wedstrijdlink |          | De Kuip, Rotterdam Toeschouwers: 40.057 Scheidsrechter: George Courtney (ENG) |

|                               |                            |               |         |                                                                                                 |
| 30 oktober 1991 18:00 (UTC+2) | Griekenland                | 2 – 0         | Finland | Olympisch Stadion Spyridon Louis, Athene Toeschouwers: 9.036 Scheidsrechter: Gerhard Kapl (AUT) |
| 30 oktober 1991 18:00 (UTC+2) | Saravakos 49' Borbokis 51' | Wedstrijdlink |         | Olympisch Stadion Spyridon Louis, Athene Toeschouwers: 9.036 Scheidsrechter: Gerhard Kapl (AUT) |

|                                |           |               |             |                                                                                       |
| 20 november 1991 21:30 (UTC+0) | Portugal  | 1 – 0         | Griekenland | Estádio da Luz, Lissabon Toeschouwers: 2.098 Scheidsrechter: Alphonse Costantin (BEL) |
| 20 november 1991 21:30 (UTC+0) | Pinto 17' | Wedstrijdlink |             | Estádio da Luz, Lissabon Toeschouwers: 2.098 Scheidsrechter: Alphonse Costantin (BEL) |

|                               |             |               |                        |                                                                                          |
| 4 december 1991 18:00 (UTC+2) | Griekenland | 0 – 2         | Nederland              | Kaftanzogliostadion, Thessaloniki Toeschouwers: 25.053 Scheidsrechter: Bo Karlsson (SWE) |
| 4 december 1991 18:00 (UTC+2) |             | Wedstrijdlink | Bergkamp 37' Blind 87' | Kaftanzogliostadion, Thessaloniki Toeschouwers: 25.053 Scheidsrechter: Bo Karlsson (SWE) |

|                                |             |               |               |                                                                                   |
| 22 december 1991 14:30 (UTC+1) | Malta       | 1 – 1         | Griekenland   | Ta' Qalistadion, Ta' Qali Toeschouwers: 6.690 Scheidsrechter: Michel Girard (FRA) |
| 22 december 1991 14:30 (UTC+1) | Sultana 42' | Wedstrijdlink | Marinakis 67' | Ta' Qalistadion, Ta' Qali Toeschouwers: 6.690 Scheidsrechter: Michel Girard (FRA) |

### Groep 7
Op de laatste speeldag hadden nog drie landen kans op kwalificatie: Engeland had twee punten voorsprong op Ierland en Polen, maar wel een slechter doelsaldo. Engeland moest bezoek bij Polen, terwijl Ierland op bezoek moest bij het zwakke Turkije. Polen kwam op een 1-0-voorsprong en moest hopen op een gelijkspel van Ierland. Terwijl de Ieren makkelijk wonnen, scoorde Gary Lineker in de 79e minuut de gelijkmaker. Ierland was uitgeschakeld zonder een wedstrijd te verliezen. Engeland leek wat zwakker dan op het WK, toen men vierde werd. De nieuwe bondscoach Graham Taylor gaf meer de voorkeur aan ouderwets Engels voetbal en de creatieve Chris Waddle bedankte voor de eer. Bovendien zou Paul Gascoigne ontbreken op het EK, hij blesseerde zichzelf na een doldrieste actie in de FA-Cup-finale en was een jaar uitgeschakeld. Het gebrek aan creativiteit bleek vooral aan het aantal doelpunten: zeven doelpunten in zes wedstrijden.
| Pos | Land     | Wed | Win | Gel | Ver | DV | DT | +/- | Pnt |
| --- | -------- | --- | --- | --- | --- | -- | -- | --- | --- |
| 1   | Engeland | 6   | 3   | 3   | 0   | 7  | 3  | +4  | 9   |
| 2   | Ierland  | 6   | 2   | 4   | 0   | 13 | 6  | +7  | 8   |
| 3   | Polen    | 6   | 2   | 3   | 1   | 8  | 6  | +2  | 7   |
| 4   | Turkije  | 6   | 0   | 0   | 6   | 1  | 14 | –13 | 0   |

|                               |                                              |               |         |                                                                                    |
| 17 oktober 1990 15:00 (UTC+1) | Ierland                                      | 5 – 0         | Turkije | Lansdowne Road, Dublin Toeschouwers: 42.603 Scheidsrechter: Erik Fredriksson (SWE) |
| 17 oktober 1990 15:00 (UTC+1) | Aldridge 15', 58', 73' O'Leary 40' Quinn 66' | Wedstrijdlink |         | Lansdowne Road, Dublin Toeschouwers: 42.603 Scheidsrechter: Erik Fredriksson (SWE) |

|                               |                                  |               |       |                                                                                  |
| 17 oktober 1990 20:00 (UTC+1) | Engeland                         | 2 – 0         | Polen | Wembley Stadium, Londen Toeschouwers: 69.353 Scheidsrechter: Tullio Lanese (FRA) |
| 17 oktober 1990 20:00 (UTC+1) | Lineker 39' (pen.) Beardsley 89' | Wedstrijdlink |       | Wembley Stadium, Londen Toeschouwers: 69.353 Scheidsrechter: Tullio Lanese (FRA) |

|                                |               |               |           |                                                                                 |
| 14 november 1990 13:30 (UTC+0) | Ierland       | 1 – 1         | Engeland  | Lansdowne Road, Dublin Toeschouwers: 45.494 Scheidsrechter: Pietro D'Elia (FRA) |
| 14 november 1990 13:30 (UTC+0) | Cascarino 79' | Wedstrijdlink | Platt 67' | Lansdowne Road, Dublin Toeschouwers: 45.494 Scheidsrechter: Pietro D'Elia (FRA) |

|                                |         |               |                  |                                                                                      |
| 14 november 1990 19:00 (UTC+1) | Turkije | 0 – 1         | Polen            | BJK Inönüstadion, Istanboel Toeschouwers: 48.680 Scheidsrechter: Alexey Spirin (URS) |
| 14 november 1990 19:00 (UTC+1) |         | Wedstrijdlink | Dziekanowski 37' | BJK Inönüstadion, Istanboel Toeschouwers: 48.680 Scheidsrechter: Alexey Spirin (URS) |

|                             |          |               |           |                                                                                       |
| 27 maart 1991 20:00 (UTC+0) | Engeland | 1 – 1         | Ierland   | Wembley Stadium, Londen Toeschouwers: 77.753 Scheidsrechter: Kurt Röthlisberger (SUI) |
| 27 maart 1991 20:00 (UTC+0) | Dixon 9' | Wedstrijdlink | Quinn 29' | Wembley Stadium, Londen Toeschouwers: 77.753 Scheidsrechter: Kurt Röthlisberger (SUI) |

|                             |                                  |               |         |                                                                                                   |
| 17 april 1991 20:00 (UTC+2) | Polen                            | 3 – 0         | Turkije | Wojska Polskiegostadion, Warschau Toeschouwers: 1.061 Scheidsrechter: Mircea-Lucian Salomir (ROM) |
| 17 april 1991 20:00 (UTC+2) | Tarasiewicz 72', 80' Kosecki 87' | Wedstrijdlink |         | Wojska Polskiegostadion, Warschau Toeschouwers: 1.061 Scheidsrechter: Mircea-Lucian Salomir (ROM) |

|                          |               |       |       |                                                                                     |
| 1 mei 1991 14:00 (UTC+1) | Ierland       | 0 – 0 | Polen | Lansdowne Road, Dublin Toeschouwers: 45.795 Scheidsrechter: John Blankenstein (NED) |
| 1 mei 1991 14:00 (UTC+1) | Wedstrijdlink |       |       | Lansdowne Road, Dublin Toeschouwers: 45.795 Scheidsrechter: John Blankenstein (NED) |

|                          |         |               |          |                                                                                           |
| 1 mei 1991 18:00 (UTC+3) | Turkije | 0 – 1         | Engeland | Izmir Atatürkstadion, İzmir Toeschouwers: 12.316 Scheidsrechter: Wolf-Günter Wiesel (GER) |
| 1 mei 1991 18:00 (UTC+3) |         | Wedstrijdlink | Wise 32' | Izmir Atatürkstadion, İzmir Toeschouwers: 12.316 Scheidsrechter: Wolf-Günter Wiesel (GER) |

|                               |                                     |               |                                        |                                                                                 |
| 16 oktober 1991 17:00 (UTC+2) | Polen                               | 3 – 3         | Ierland                                | Stadion Miejski, Poznań Toeschouwers: 17.600 Scheidsrechter: Guy Goethals (BEL) |
| 16 oktober 1991 17:00 (UTC+2) | Czachowski 59' Furtok 77' Urban 86' | Wedstrijdlink | McGrath 12' Townsend 64' Cascarino 68' | Stadion Miejski, Poznań Toeschouwers: 17.600 Scheidsrechter: Guy Goethals (BEL) |

|                               |           |               |         |                                                                                             |
| 16 oktober 1991 20:00 (UTC+1) | Engeland  | 1 – 0         | Turkije | Wembley Stadium, Londen Toeschouwers: 50.896 Scheidsrechter: Antonio Martín Navarrete (ESP) |
| 16 oktober 1991 20:00 (UTC+1) | Smith 21' | Wedstrijdlink |         | Wembley Stadium, Londen Toeschouwers: 50.896 Scheidsrechter: Antonio Martín Navarrete (ESP) |

|                                |              |               |             |                                                                                      |
| 13 november 1991 18:30 (UTC+1) | Polen        | 1 – 1         | Engeland    | Stadion Miejski, Poznań Toeschouwers: 10.300 Scheidsrechter: Hubert Forstinger (AUT) |
| 13 november 1991 18:30 (UTC+1) | Szewczyk 32' | Wedstrijdlink | Lineker 77' | Stadion Miejski, Poznań Toeschouwers: 10.300 Scheidsrechter: Hubert Forstinger (AUT) |

|                                |                     |               |                             |                                                                                       |
| 13 november 1991 19:30 (UTC+2) | Turkije             | 1 – 3         | Ierland                     | BJK Inönüstadion, Istanboel Toeschouwers: 33.061 Scheidsrechter: Zoran Petrović (YUG) |
| 13 november 1991 19:30 (UTC+2) | Çalımbay 13' (pen.) | Wedstrijdlink | Byrne 8', 58' Cascarino 55' | BJK Inönüstadion, Istanboel Toeschouwers: 33.061 Scheidsrechter: Zoran Petrović (YUG) |